# Peugeot Type 49
La Peugeot Type 49 est un modèle d'automobile produit par le constructeur français Peugeot en 1902.